# Pietro Paolo Navarro
Pietro Paolo Navarro (Laino Borgo, 25 de diciembre de 1560-Shimabara, 1 de noviembre de 1622) fue un religioso italiano. Es venerado como un beato y mártir por la Iglesia Católica.

## Biografía
Nacido en una familia noble en Laino Borgo el 25 de diciembre de 1560, se unió a la Compañía de Jesús a la edad de 18 años. Fue ordenado sacerdote en 1585 y luego enviado como misionero para evangelizar Japón e India. Durante las persecuciones contra las obras misioneras en Oriente, fue encarcelado en Shimabara durante once meses y condenado a la hoguera el 1 de noviembre de 1622 a la edad de 63 años junto con Dionigi Fujishima, Pietro Onizuka Sandayu y Clemente Kyuemon.
El 6 de julio de 1867 fue beatificado por el Papa Pío IX. El Martirologio Romano celebra la memoria de los cuatro mártires el 1 de noviembre.
Fue autor de muchas obras, incluida la Apología de la fe cristiana contra las calumnias de los nobles.